# Yolanda Toussieng
Yolanda Toussieng (1949) è una truccatrice statunitense, ha ricevuto quattro nomination ai Premi Oscar vincendone due, l'uno nel 1993 per Mrs. Doubtfire e l'altro nel 1994 per Ed Wood.

## Filmografia

### Cinema
- La rivincita dei nerds (1984)
- Bulldozer (1984)
- Le stagioni del cuore (1984)
- Un ragazzo come gli altri (1985)
- Allarme rosso (1985)
- Blue City (1986)
- Due tipi incorreggibili (1986)
- Over the Top (1987)
- La fine del gioco (1987)
- Beetlejuice - Spiritello porcello (1988)
- Big Top Pee-wee - La mia vita picchiatella (1988)
- In fuga per tre (1989)
- Addio al re (1989)
- Corso di anatomia (1989)
- Alla ricerca dell'assassino (1990)
- Linea mortale (1990)
- Edward mani di forbice (1990)
- Batman - Il ritorno (1992)
- Hoffa - Santo o mafioso? (1992)
- Mrs. Doubtfire - Mammo per sempre (1993)
- Ed Wood (1994)
- Batman Forever (1995)
- The Rock (1996)
- Matilda 6 mitica (1996)
- Batman & Robin (1997)
- Armageddon - Giudizio finale (1998)
- Kiss (1998)
- Star Trek - L'insurrezione (1998)
- Man on the Moon (1999)
- L'uomo bicentenario (1999)
- Pazzo di te! (2000)
- Boys and Girls - Attenzione: il sesso cambia tutto (2000)
- Indiavolato (2000)
- Pearl Harbor (2001)
- Unico testimone (2001)
- Basic (2003)
- Master & Commander - Sfida ai confini del mare (2003)
- Timeline - Ai confini del tempo (2003)
- The Punisher (2004)
- Una canzone per Bobby Long (2004)
- Squadra 49 (2004)
- Be Cool (2005)
- The Island (2005)
- Lonely Hearts (2006)
- Poseidon (2006)
- Déjà vu - Corsa contro il tempo (2006)
- Svalvolati on the road (2007)
- Hairspray - Grasso è bello (2007)
- Il mistero delle pagine perdute (2007)
- Pelham 123 - Ostaggi in metropolitana (2009)
- Transformers - La vendetta del caduto (2009)
- Daddy Sitter (2009)
- The Way Back, regia di Peter Weir (2010)
- Unstoppable - Fuori controllo (2010)
- Transformers 3 (2011)
- La leggenda del cacciatore di vampiri (2012)
- Il grande e potente Oz (2013)
- Pain & Gain - Muscoli e denaro (2013)
- Transformers 4 - L'era dell'estinzione (2014)
- Insurgent (2015)
- Il segreto dei suoi occhi (2015)
- Animali notturni (2016)
- Transformers - L'ultimo cavaliere (2017)

## Premi e riconoscimenti
Premio Oscar
| Anno | Titolo                                         | Categoria      | Risultato       |
| ---- | ---------------------------------------------- | -------------- | --------------- |
| 1993 | Mrs. Doubtfire                                 | Miglior trucco | Vincitore/trice |
| 1994 | Ed Wood                                        | Miglior trucco | Vincitore/trice |
| 2003 | Master & Commander - Sfida ai confini del mare | Miglior trucco | Candidato/a     |
| 2010 | The Way Back                                   | Miglior trucco | Candidato/a     |